# Deiver Machado
Deiver Machado (Tadó, 2 september 1993) is een Colombiaans voetballer die doorgaans als linksback speelt. Hij verruilde Toulouse in juli 2021 voor RC Lens. Machado debuteerde in 2018 in het Colombiaans voetbalelftal.

## Clubcarrière
Machado debuteerde in 2014 in het profvoetbal bij Atlético Nacional. Hiervoor speelde hij twee wedstrijden, waarna de club hem in 2014 verhuurde aan Alianza Petrolera. Bij terugkomst vertrok hij naar zijn derde Colombiaanse club, Millonarios. Bij zowel Petrolera als Millonarios was hij doorgaans basisspeler.
Machado tekende in juli 2017 een vierjarig contract bij KAA Gent. Hiervoor speelde hij op 6 augustus 2017 zijn eerste wedstrijd, thuis tegen Antwerp (0-1). De samenwerking tussen Machado en Gent werd geen gelukkige. Na twaalf wedstrijden in een jaar tijd, ging hij terug naar Colombia om daar om huurbasis te spelen voor zijn oude club Atlético Nacional. Na terugkomst verruilde hij Gent in augustus 2020 transfervrij voor Toulouse.
Machado werd bij Toulouse meteen weer basisspeler. In die hoedanigheid hielp hij de club bij het behalen van de derde plaats in de Ligue 2. In de finale van de play-offs voor promotie naar de Ligue 1 was Nantes te sterk. Machado tekende in juli 2021 bij RC Lens en ging zo zelf toch in de Ligue 1 spelen. Na een eerste seizoen waarin hij vooral invaller was, eindigde Machado 2022/23 met Lens op de tweede plaats, waarmee de club zich voor het eerst sinds 2003 weer plaatste voor de Champions League. Hij droeg hier zelf in 33 competitieronden aan bij, waarvan 26 vanaf de aftrap.

## Clubstatistieken
| Seizoen         | Club                | Competitie      | Competitie | Competitie | Beker | Beker | Andere | Andere | Internationaal | Internationaal | Totaal | Totaal |
| Seizoen         | Club                | Competitie      | Wed.       | Dlp.       | Wed.  | Dlp.  | Wed.   | Dlp.   | Wed.           | Dlp.           | Wed.   | Dlp.   |
| --------------- | ------------------- | --------------- | ---------- | ---------- | ----- | ----- | ------ | ------ | -------------- | -------------- | ------ | ------ |
| 2013            | Atlético Nacional   | Primera A       | 2          | 0          | 0     | 0     | 0      | 0      | —              | —              | 2      | 0      |
| 2014            | → Al. Petrolera     | Primera A       | 24         | 0          | 4     | 0     | 0      | 0      | —              | —              | 28     | 0      |
| 2015            | Millonarios         | Primera A       | 32         | 0          | 2     | 0     | 0      | 0      | —              | —              | 34     | 0      |
| 2016            | Millonarios         | Primera A       | 29         | 2          | 2     | 0     | 0      | 0      | —              | —              | 31     | 2      |
| 2017            | Millonarios         | Primera A       | 24         | 2          | 0     | 0     | 0      | 0      | 2              | 0              | 26     | 2      |
| 2017/18         | KAA Gent            | Eerste klasse   | 12         | 0          | 3     | 0     | 0      | 0      | 0              | 0              | 15     | 0      |
| 2018            | → Atlético Nacional | Primera A       | 14         | 0          | 4     | 0     | 0      | 0      | 2              | 0              | 20     | 0      |
| 2019            | → Atlético Nacional | Primera A       | 19         | 0          | 0     | 0     | 0      | 0      | 6              | 0              | 25     | 0      |
| 2020/21         | Toulouse            | Ligue 2         | 33         | 0          | 0     | 0     | 2      | 1      | —              | —              | 35     | 1      |
| 2021/22         | RC Lens             | Ligue 1         | 22         | 0          | 0     | 0     | 0      | 0      | —              | —              | 22     | 0      |
| 2022/23         | RC Lens             | Ligue 1         | 33         | 4          | 3     | 0     | 0      | 0      | —              | —              | 36     | 4      |
| Carrière totaal | Carrière totaal     | Carrière totaal | 244        | 8          | 18    | 0     | 2      | 1      | 10             | 0              | 274    | 9      |

Bijgewerkt t/m 6 augustus 2023.

## Interlandcarrière
Machado nam in 2016 met het Colombiaans olympisch team deel aan de Olympische Zomerspelen 2016. Hij debuteerde op 12 september 2018 in het Colombiaans voetbalelftal. Bondscoach Arturo Reyes gaf hem toen een basisplaats in een oefeninterland tegen Argentinië (0–0). Hij mocht in het volgende halfjaar nog twee interlands spelen en kreeg daarna ruim 3,5 jaar geen oproep meer voor het nationale team. Bondscoach Néstor Lorenzo haalde Machado in maart 2023 terug bij het Colombiaans elftal voor oefeninterlands tegen Japan en Duitsland.